# Portada/article març 6

## Història de la Terra
La història de la Terra cobreix els aproximadament 4.600 milions d'anys que van des de la formació de la Terra a partir de la nebulosa presolar fins al present. Aquest article presenta un vista general que resumeix les teories científiques més acceptades. Per la dificultat de plasmar períodes molt grans, es farà servir una analogia amb un dia terrestre, començant fa exactament 4.567 milions d'anys, amb la formació de la Terra, i acabant ara. Cada segon d'aquest període representa uns 53.000 anys. El big-bang i l'origen de l'univers, que es calcula que tingueren lloc fa aproximadament 13.700 milions d'anys, passarien quasi dos anys abans que comencés a funcionar aquest rellotge imaginari.